# 소닉 제너레이션즈
《소닉 제너레이션즈》(ソニック ジェネレーションズ, Sonic Generations)는 플레이스테이션 3, 엑스박스 360, PC 그리고 닌텐도 3DS로 발매된 소닉 시리즈의 20주년 기념 비디오 게임이다.
일본에서는 소닉 제너레이션즈가 두 가지 부제로 나뉘어 타 지역들보다 다소 늦은 2011년 12월 1일에 출시되었다. 플레이스테이션 3, 엑스박스 360판의 부제는 '백(白)의 시공', 닌텐도 3DS판의 부제는 '파란 모험'이다.('파란모험'에서는 모든 플레이 방식이 횡스크롤 방식으로 조작법과 게임 방식이 다르다 참고로 그래픽도 낮다)
소닉 제너레이션즈 유럽 런칭 당시 가마수트라와의 인터뷰에서 소닉 팀의 리더이자 소닉 제너레이션즈의 디렉터이기도한 이이즈카 타카시는 "2012년에는 평범한 소닉, 현대적인 소닉을 볼 수 있을 것" 이라고 약속하였다. 하지만 그는 덧붙여서 소닉 제너레이션즈는 소닉의 새로운 시리즈가 아니라고 말하며 단지 지난 20년간의 역사를 담은 재미있는 작품에 지나지 않는다고 밝혔다. 게다가 VG247(前 게임즈컴)과의 인터뷰에서 세가 웨스트 CEO 마이크 헤이스는 '소닉4 : 에피소드 II' 가 곧 다가올 것이라고 말했다.

## 이야기
소닉 컬러즈 이후, 오봇과 큐봇이랑 우주를 떠돌아 다닌 닥터 에그맨이 타임 이터라는 시공간을 없앨 수 있는 신비한 유기체를 발견한다. 그는 타임이터를 이용하여 자신이 소닉한테 패배했던 시기를 없애고, 소닉을 쓰러트리는 계획을 세우고 타임이터를 개조한다. 하지만 개조하기 위해서는 자신만큼 똑똑한 과학자가 필요해 과거의 자신(닥터 로보트닉)을 데려온다. 이렇게 개조된 타임이터는 그린 힐 존을 달리고 있던 과거의 소닉과, 20주년 생일파티를 하고 있던 현재의 소닉의 시간과 공간을 흡수하고 소닉과 그의 친구들을 다른 차원인 화이트 스페이스로 날려버린다. 과거의 소닉과 현재의 소닉은 모든 스테이지를 일일이 돌아다녀 시공간과 그곳에 갇혀버린 친구들을 복구시키고,서로 힘을 합쳐 모든일의 근원인 타임 이터를 쓰러뜨려 차원이 다시 원래대로 복구된다.

## 스테이지
- 그린 힐 (소닉 더 헤지호그 리메이크) [백의 시공/파란 모험]
- 케미컬 플랜트 (소닉 더 헤지호그 2 리메이크) [백의 시공]
- 카지노 나이트 (소닉 더 헤지호그 2 리메이크) [백의 시공/파란 모험]
- Mushroom Hill (소닉&너클즈 리메이크) [파란 모험]
- 스카이 생츄어리 (소닉&너클즈 리메이크) [백의 시공]
- Emerald Coast (소닉 어드벤처 리메이크) [파란 모험]
- 스피드 하이웨이 (소닉 어드벤처 리메이크) [백의 시공]
- 시티 이스케이프 (소닉 어드벤처 2 리메이크) [백의 시공]
- 래디컬 하이웨이 (소닉 어드벤처 2 리메이크) [파란 모험]
- 시사이드 힐 (소닉 히어로즈 리메이크) [백의 시공]
- Water Palace (소닉 러쉬 리메이크) [파란 모험]
- 크라이시스 시티 (소닉 더 헤지호그: 넥스트 제너레이션) 리메이크) [백의 시공]
- 루프탑 런 (소닉 언리쉬드(월드 어드벤처) 리메이크) [백의 시공]
- 트로피컬 리조트 (소닉 컬러즈(컬러스)) 리메이크) [파란 모험]
- 플래닛 위스프 (소닉 컬러즈(컬러스)) 리메이크) [백의 시공]

(※ 모드(PC용) 착용시 스태이지가 달라질수 있음)

## 게임플레이
플레이어(유저)는 클래식(과거)과 모던(현재)이라는 두 가지 소닉으로 플레이 할 수 있는데 콘솔/PC 버전의 클래식 소닉은 예전 메가 드라이브(세가 제네시스) 시절과 똑같이 2D 스타일로 플레이하며 스핀 점프, 스핀 대시, 그라인드(액트 1에서는 레일 위를 구른다)가 가능한 데에 비해 콘솔/PC 버전의 모던 소닉은 전작 언리쉬드(월드 어드벤처)와 컬러즈(컬러스)에서 선보인 2D/3D 스타일로 플레이하며 홉, 스핀 점프, 호밍 어택, 부스트/에어 부스트, 퀵 스텝, 드리프트(스핀), 그라인드(2D & 3D 시점), 그라인드 스텝(모던 소닉만 사용할 수 있음), 웅크리기/슬라이딩, 라이트스피드 대시(특수 링 구간에서만 사용 가능), 스톰프, 월 점프 등의 기술을 쓸 수 있다.

## PC판 관련 정보
소닉 제너레이션즈 PC판은 주로 스팀 클라이언트라는 PC 디지털 다운로드 서비스를 통해 제공되며 스팀 클라우드라는 기능을 지원하기 때문에 언제 어디서든 세이브 파일을 불러와 게임을 즐길 수 있다. 프리오더(예약 주문) 특전으로 스팀에 등록되어 있는 모든 소닉 게임을 한꺼번에 구입할 수 있는 에디션과 소닉1만 들어있는 에디션이 있다. 그밖에 스팀과 같은 다운로드 판매 사이트들인 그린맨 게이밍, 게이머즈 게이트, 다이렉트2드라이브 등에서도 다운로드 구매가 가능하다.
하지만 어느 곳에서 구입하든 간에 소닉 제너레이션즈 PC 다운로드판이 스팀 강제연동 컨텐츠에 해당되므로 해당 디지털 컨텐츠를 합법적으로 즐기기 위해서는 반드시 스팀 계정에 등록해놓아야 한다.
그밖에 PC판은 1080i, 1080p의 고해상도와 60프레임(세가 측에서 "소닉 제너레이션즈를 3DS 버전으로도 개발하고 있다." 고 공식적으로 발표하기 이전인 개발 초창기 당시에 소닉 팀의 리더이자 소닉 제너레이션즈의 프로듀서를 맡은 이이즈카 타카시가 소닉 제너레이션즈가 등장하는 모든 플랫폼을 30프레임으로 제작할 계획이라고 언급한 적이 있었지만 기존의 콘솔판이 완성된 이후에 새로이 60프레임(수직동기화를 풀면 가변 60, 수직동기화를 걸면 PC 사양에 따라 고정 60프레임으로 돌아간다)으로 이식된 PC판은 예외이다)의 그래픽을 지원('소닉 제너레이션즈 HD(콘솔/PC) 버전' 은 전 기종이 HDTV 720p/1080i/1080p 고해상도를 동일하게 지원하며 PC판은 그 이상의 해상도도 출력할 수 있다)한다. PC판(하드 요구사양 충족 시)의 로딩 시간은 불과 1~4초이다.
세가는 소닉 제너레이션즈 PC판을 두 가지 형식으로 발매하였다.
하나는 네트워크상의 스팀, 그린맨 게이밍, 게이머즈 게이트, 다이렉트2드라이브 등에서 디지털 컨텐츠(참고로 콘솔판에서는 'DLC' 로 제공되던 카지노 나이트(Casino Night) 스테이지가 PC판에는 기본 포함되어있다)를 제공하여 판매하는 형식으로 북미, 호주는 2011년 11월 3일, 유럽에서는 2011년 11월 4일 출시하였으며 일본 등 타 지역들은 스팀 지역 락이 풀린 이후 이용할 수 있게 되었다. 다른 한 가지는 PC 패키지판 형식으로 2011년 11월 25일에 유럽, 호주 동시 발매되었다.

## PC판 요구사양

### 최소
- 마이크로소프트 윈도우 7/비스타/XP
- 인텔 펜티엄 듀얼코어 T4200 (2x2.0GHz) 또는 동등한 사양의 AMD CPU
- 2GB RAM (7/XP) 3GB RAM (Vista)
- 엔비디아 지포스 8800 / ATI 라데온 HD 2900
- 11 GB의 하드디스크 남은 용량

### 권장
- 마이크로소프트 윈도우 7
- 인텔 코어 i5 @ 2.66 GHz / AMD 페넘 II X4 @ 3.0 GHz
- 3GB RAM
- 엔비디아 지포스 GTX 460 / ATI 라데온 HD 5850
- 11 GB의 하드디스크 남은 용량

## 평가
| 통합 점수      | 통합 점수                                           |
| 통합사         | 점수                                                |
| -------------- | --------------------------------------------------- |
| 메타크리틱     | (X360) 77/100 (PC) 77/100 (PS3) 76/100 (3DS) 66/100 |
| 평론 점수      |                                                     |
| 평론사         | 점수                                                |
| 1UP.com        | B                                                   |
| 에지           | 5/10                                                |
| 유로게이머     | (Italy) 8/10 (UK) 7/10                              |
| 패미츠         | 35/40                                               |
| G4             | 4/5                                                 |
| 게임 인포머    | 6.75/10                                             |
| 게임프로       | [ 11 ]                                              |
| 게임즈마스터   | 84%                                                 |
| 게임스팟       | 8.0/10                                              |
| 게임스파이     | [ 2 ]                                               |
| 게임스레이더+  | (X360/PS3/PC) 8/10 (3DS) 7/10                       |
| 게임즈TM       | 7/10                                                |
| 게임트레일러스 | 8.1/10                                              |
| 게임존         | 9.0/10                                              |
| IGN            | (X360/PS3/PC) 8.5/10 (3DS) 7/10                     |
| ONM            | 85%                                                 |
| OPM (UK)       | 8/10                                                |
| OPM (US)       | 8/10                                                |
| PALGN          | 9.5/10                                              |
| 팀엑스박스     | 8/10                                                |
| Empire         | [ 24 ]                                              |

| 수상           | 수상               |
| 평론사         | 수상               |
| -------------- | ------------------ |
| GameZone       | Best Presentation  |
| IGN            | Editor's Choice    |
| Nintendo Power | Best Retro Revival |